# Teologia del popolo
La teologia del popolo è una corrente teologica, nata in Argentina dopo il Concilio Vaticano II e la Conferenza di Medellín (Colombia, 1968) come ramo autonomo della teologia della liberazione. Tra i principali teologi della teologia del popolo spiccano Alberto Methol Ferré, Lucio Gera, Rafael Tello, Juan Carlos Scannone, Eduardo de la Serna, Justino O'Farrel e Carlos María Galli. Secondo diversi autori, questa corrente teologica avrebbe fortemente influenzato il pensiero di papa Francesco.
La teologia del popolo prende la fondamentale "opzione preferenziale per i poveri" dalla teologia della liberazione, ma differisce da essa non concentrandosi sulla lotta di classe ma sulle nozioni di "popolo" e "anti-popolo" e sulla particolarità che le lotte popolari e la cultura assumono in America Latina. La teologia del popolo sostiene che, sulla base della globalizzazione e dell'approfondimento dei processi di esclusione, l’opzione preferenziale per i poveri deve essere espressa come "opzione preferenziale per gli esclusi". 
Il teologo gesuita Juan Carlos Scannone, fondatore della filosofia della liberazione e della teologia del popolo, ha affermato che papa Francesco ha preso da quest'ultimo la sua nozione di "popolo" come "figura poliedrica" in cui ogni cultura ha qualcosa contribuire all'umanità e dove le differenze sono rispettate.